# Постинфарктный синдром
Постинфа́рктный синдро́м (или синдро́м Дре́сслера) — реактивное аутоиммунное осложнение инфаркта миокарда, развивающееся через 2—6 недель после его начала.

## История
Впервые это понятие, позже ставшее эпонимом, предложил польский кардиолог, эмигрировавший в США Уильям Дресслер в 1956.

## Этиология
В основе постинфарктного синдрома лежат аутоиммунные процессы.

## Эпидемиология
Постинфарктный синдром развивается в подостром периоде (не ранее 10-го дня от момента заболевания) у 3—4 % пациентов, перенёсших инфаркт миокарда.

## Классификация
1. Типичная (развёрнутая) форма[4]. При ней возможны следующие расстройства: перикардит, плеврит, пневмонит и полиартрит в разных комбинациях (отсюда названия: 4П, 3П и 2П. Реже бывают моноварианты.
2. Атипичная форма со следующими синдромами: артритическим, кардио-плече-грудным, кожным (эритема, крапивница, дерматит), перитонеальным, астматоидным.
3. Малосимптомные формы с длительной лихорадкой, артралгиями, лабораторными изменениями крови (лейкоцитоз, эозинофилия, гипергаммаглобулинемия, увеличенное СОЭ)[4].

## Клиническая картина
Клинические проявления: лихорадка, боли в области сердца различной интенсивности, нередко постоянные, связанные с актом дыхания. Клиническая картина постинфарктного синдрома характеризуется клиническим симптомокомплексом:
- перикардит;
- плеврит;
- пневмонит[4].

### Перикардит

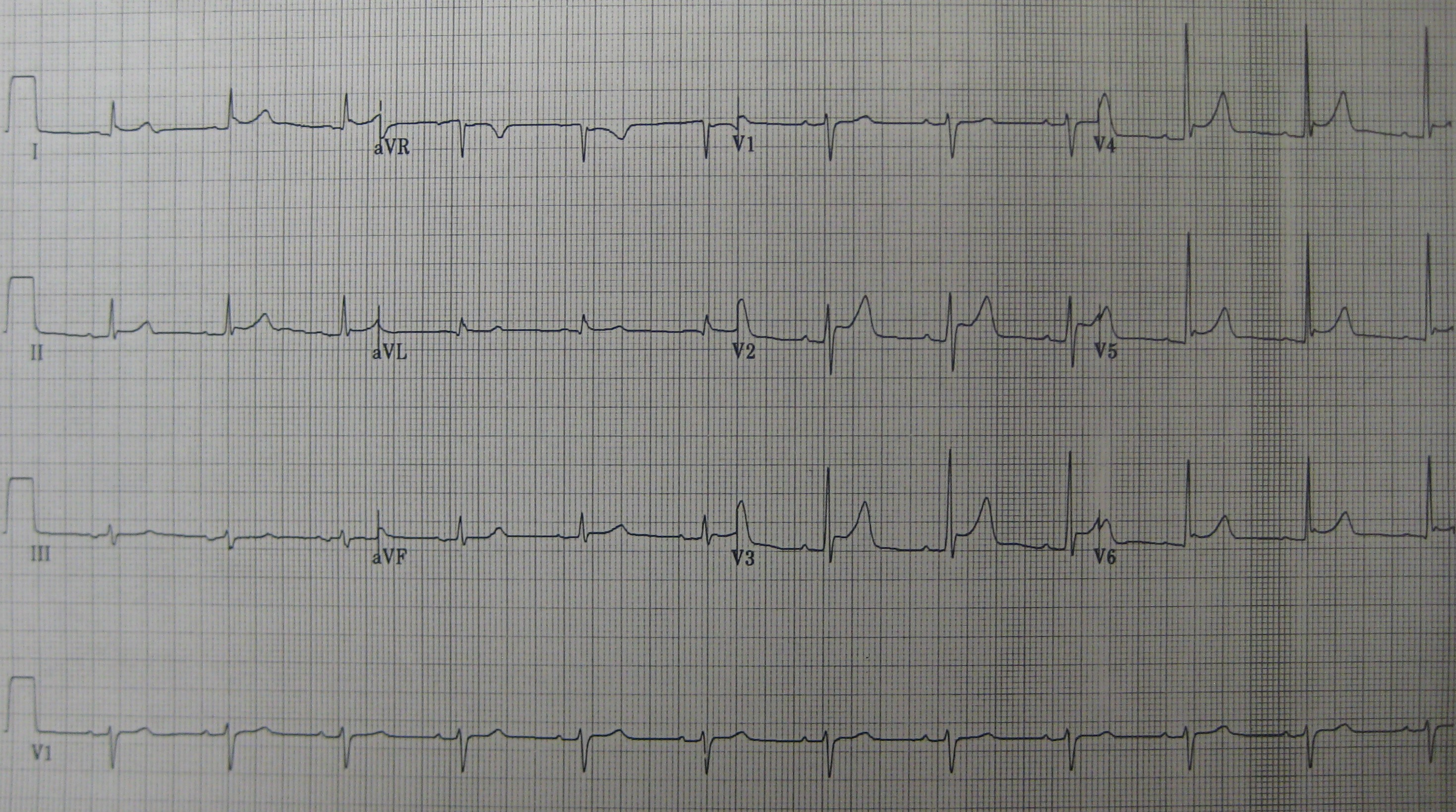
На данной ЭКГ видна элевация сегмента ST при перикардите.

Перикардит протекает типично: появляется боль в грудной клетке, шум трения перикарда, гипертермия, лейкоцитоз и высокая СОЭ. На ЭКГ возникает конкордантный (однонаправленная по отношению к изолинии одноимённых зубцов электрокардиограммы в разных отведениях) подъём сегмента ST в I, II и III стандартных отведениях (при повторном инфаркте миокарда характерна дискордантная элевация). Позже сегмент ST опускается, а зубец T становится инвертированным.
Иногда возможно появление экссудата с ухудшением самочувствия: одышкой, набуханием шейных вен, гепатомегалией, асцитом и отёками ног. Это ухудшает прогноз заболевания.

### Плеврит
Плеврит при синдроме Дресслера может быть сухим и экссудативным. При первом возникает боль в грудной клетке при дыхании и шум трения плевры. При накоплении экссудата в плевральной полости шум исчезает и самочувствие ухудшается: появляется одышка, акроцианоз, тупой перкуторный звук.

### Пневмонит
Пневмонит при синдроме Дресслера более редкий, чем предыдущие два расстройства. Фокусы воспаления размещены в нижних отделах лёгких. Над этими участками перкуторный звук укорочен и слышны влажные хрипы. В мокроте можно обнаружить кровь.

## Дифференциальная диагностика
Повторное развитие болевого синдрома в подостром периоде инфаркта миокарда является поводом для дифференциальной диагностики данного осложнения и повторного инфаркта миокарда.

## Течение
Возможно циклическое течение постинфарктного синдрома, характеризующееся повторными резкими повышениями температуры тела, развитием клинической картины перикардита, плеврита и сопровождающееся изменением лабораторных показатей.

## Лечение
При лечении антибиотики неэффективны. Применяют глюкокортикоиды: преднизолон, начиная со стартовой дозы 30—40 мг. После получение позитивного эффекта её уменьшают на 2,5 мг каждые 5—7 суток. Курс: 2—4 недели, при рецидиве — месяц в дозе 2,5—5 мг.